# Lista över fågelarter beskrivna under 2010-talet

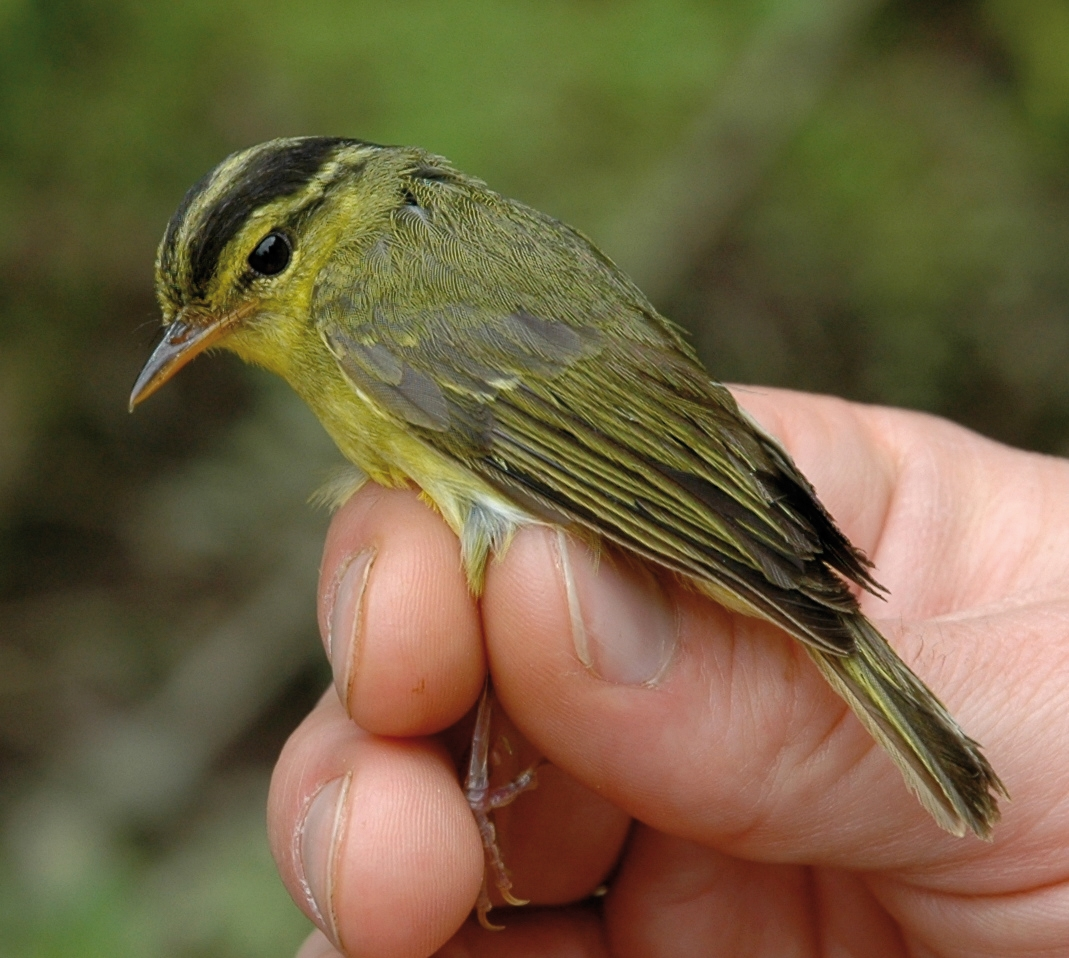
Karstsångare, den först beskrivna nya fågelarten under 2010-talet, en sydostasiatisk fågelart i familjen lövsångare.

Detta är en lista över fågelarter som beskrivits som nya för vetenskapen under perioden 2010−2019.

## Sammanfattande statistik

### Antal beskrivna arter per år
| År                        | 2010 | 2011 | 2012 | 2013 | 2014 | 2015 | 2016 | 2017 | 2018 | 2019 |
| Antal nya beskrivna arter | 5    | 3    | 7    | 28   | 5    | 3    | 5    | 8    | 6    | 5    |

### Länder med större antal nya beskrivna arter
- Brasilien
- Peru
- Filippinerna
- Indonesien

## Arter, år för år

### 2010
- Karstsångare (Phylloscopus calciatilis): Alström, P.; Davidson, P.; Duckworth, J.W.; Eames, J.C.; Le, T.T.; Nguyen, C.; Olsson, U.; Robson, C.;  et al. (2010). ”Description of a new species of Phylloscopus warbler from Vietnam and Laos”. Ibis 152 (1):  sid. 145–168. doi:10.1111/j.1474-919X.2009.00990.x.
- Urraomyrpitta (Grallaria fenwickorum): Barrera, L.F.; Bartels, A.; Fundación ProAves de Colombia (2010). ”A new species of Antpitta (family Grallariidae) from the Colibrí del Sol Bird Reserve, Colombia”. Conservación Colombiana 13:  sid. 8–24.
- Sokotravråk (Buteo socotraensis): Porter, R.F.; Kirwan, G.M. (2010). ”Studies of Socotran birds VI. The taxonomic status of the Socotra Buzzard”. Bull. Brit. Orn. Club 130 (2):  sid. 116–131.
- Blåögd busktörnskata (Laniarius willardi): Voelker, G.; Outlaw, R.K.; Reddy, S.; Tobler, M.; Bates, J.M.; Hackett, S.J.; Kahindo, C.; Marks, B.D.;  et al. (2010). ”A New Species of Boubou (Malaconotidae: Laniarius) from the Albertine Rift”. Auk 127 (3):  sid. 678–689. doi:10.1525/auk.2010.09014. http://ecommons.luc.edu/cgi/viewcontent.cgi?article=1047&context=biology_facpubs.
- Klipptapakul (Scytalopus petrophilus): Whitney, B.M.; Vasconcelos, M.F.; Silveira, L.F.; Pacheco, J.F. (2010). ”Scytalopus petrophilus (Rock Tapaculo): a new species from Minas Gerais, Brazil”. Revista Brasileira de Ornitologia 18 (2):  sid. 73–88.

### 2011
- Tsingyskogsrall (Canirallus beankaensis): Goodman, Raherilalao & Block (2011). ”Patterns of morphological and genetic variation in the Mentocrex kioloides complex (Aves: Gruiformes: Rallidae) from Madagascar, with the description of a new species.”. Zootaxa 2776:  sid. 49–60. doi:10.11646/zootaxa.2776.1.3.
- Pygmélira (Puffinus bryani): Pyle, Peter; Welch; Andreanna J.; Fleischer; Robert C. (2011). ”A New Species of Shearwater (Puffinus) Recorded from Midway Atoll, Northwestern Hawaiian Islands”. The Condor 113 (3):  sid. 518–527. doi:10.1525/cond.2011.100117.
- Várzeatrast (Turdus sanchezorum): O’Neill; John P.; Lane; Daniel F. ; Naka; Luciano N. (2011). ”A cryptic new species of thrush (Turdidae: Turdus) from western Amazonia”. The Condor 113 (4):  sid. 869–880. doi:10.1525/cond.2011.100244.

### 2012
- Altaflorestamyrpitta (Hylopezus whittakeri): Carneiro; Lincoln Silva; Gonzaga, Luiz Pedreira; Rêgo, Péricles S.; Sampaio, Iracilda; Schneider, Horacio; Aleixo, Alexandre (2012). ”Systematic Revision of the Spotted Antpitta (Grallariidae: Hylopezus macularius), with Description of a Cryptic New Species from Brazilian Amazonia”. The Auk 129 (2):  sid. 338–351. doi:10.1525/auk.2012.11157.
- Caucagärdsmyg (Thryophilus sernai): Lara, C. E., A. M. Cuervo, S. V. Valderrama, D. Calderón-F. & C. D. Cadena. (2012). ”A new species of wren (Troglodytidae: Thryophilus) from the dry Cauca River Canyon, northwestern Colombia”. The Auk 129 (3):  sid. 537–550. doi:10.1525/auk.2012.12028.
- Sirabarbett (Capito fitzpatricki): Seeholzer, G.F.; B.M. Winger, M.G. Harvey; D. Cáceres A., J.D. Weckstein (2012). ”A New Species Of Barbet (Capitonidae: Capito) From The Cerros Del Sira, Ucayali, Peru”. The Auk 129 (3):  sid. 551–559. doi:10.1525/auk.2012.11250.
- †Bermudasnårsparv (Pipilo naufragus): Olson, S. L.; Wingate, D. B. (2012). ”A new species of towhee (Aves: Emberizidae: Pipilo) from Quaternary deposits on Bermuda”. Proceedings of the Biological Society of Washington 125 (1):  sid. 85–96. doi:10.2988/11-21.1.
- Cinclodes espinhacensis: Freitas, G. H. S.; Chaves, A. V.; Costa, L. M.; Santos, F. R.; Rodrigues, M. (2012). ”A new species of Cinclodes from the Espinhaço Range, southeastern Brazil: insights into the biogeographical history of the South American highlands”. Ibis 154 (4):  sid. 738–755. doi:10.1111/j.1474-919x.2012.01268.x.. Sammanslagen med långstjärtad cinklod (Cinclodes pabsti) år 2013
- Camiguinspökuggla (Ninox leventisi):Rasmussen, P. C.; Allen, D. N. S.; Collar, N.; DeMeuleMeester, B; Hutchinson, R. O.; Jakosalem, P. G. C.; Kenny, R. S.; Lambert, F. R.;  et al. (2012). ”Vocal divergence and new species in the Philippine Hawk Owl Ninox philippensis complex”. Forktail 28:  sid. 1–20.. Fördes tidigare arten till luzonspökuggla (Ninox philippensis).
- Cebuspökuggla (Ninox rumseyi):Rasmussen, P. C.; Allen, D. N. S.; Collar, N.; DeMeuleMeester, B; Hutchinson, R. O.; Jakosalem, P. G. C.; Kenny, R. S.; Lambert, F. R.;  et al. (2012). ”Vocal divergence and new species in the Philippine Hawk Owl Ninox philippensis complex”. Forktail 28:  sid. 1–20. Fördes tidigare arten till luzonspökuggla (Ninox philippensis).

### 2013
- Lombokdvärguv (Otus jolandae):George Sangster, Ben F. King, Philippe Verbelen and Colin R. Trainor (2013). ”A New Owl Species of the Genus Otus (Aves: Strigidae) from Lombok, Indonesia”. PLOS ONE 8 (2):  sid. e53712. doi:10.1371/journal.pone.0053712. PMID 23418422.
- Pincoyahavslöpare (Oceanites pincoyae):Peter Harrison; Michel Sallaberry; Chris P Gaskin; Karen A Baird; Alvaro Jamarillo; Shirley Maria Metz; Mark Pearman; Michael O'Keeffe;  et al. (2013). ”A new storm-petrel species from Chile”. The Auk 130 (1):  sid. 180–191. doi:10.1525/auk.2012.12071.
- Deltaamacuromjukstjärt (Thripophaga amacurensis):Steven Leon Hilty, David Ascanio and Andrew W. Whittaker (2013). ”A New Species of Softtail (Furnariidae: Thripophaga) from the Delta of the Orinoco River in Venezuela”. The Condor 115 (1):  sid. 143–154. doi:10.1525/cond.2012.110212.
- †Bermudaspett (Colaptes oceanicus):Storrs L. Olson (2013). ”Fossil woodpeckers from Bermuda with the description of a new species of Colaptes (Aves: Picidae)”. Proceedings of the Biological Society of Washington 126 (1):  sid. 17–24. doi:10.2988/0006-324X-126.1.17.
- †Azordvärguv (Otus frutuosi): Juan Carlos Rando; Josep Antoni Alcover; Storrs L. Olson; Harald Pieper. (2013). ”A new species of extinct scops owl (Aves: Strigiformes: Strigidae: Otus) from São Miguel Island (Azores Archipelago, North Atlantic Ocean).”. Zootaxa 3647 (2):  sid. 343–357. doi:10.11646/zootaxa.3647.2.6.
- "Seramtornuggla" (Tyto almae):Knud Andreas Jønsson, Michael Køie Poulsen; Tri Haryoko; Andrew Hart Reeve; Pierre-Henri Fabre (2013). ”A new species of masked-owl (Aves: Strigiformes: Tytonidae) from Seram, Indonesia”. Zootaxa 3635 (1):  sid. 51–61. doi:10.11646/zootaxa.3635.1.5.
- Juníntapakul (Scytalopus gettyae):Peter A. Hosner; Mark B. Robbins; Thomas Valqui; A. Townsend Peterson (2013). ”A New Species of Scytalopus Tapaculo (Aves: Passeriformes: Rhinocryptidae) from the Andes of Central Peru”. The Wilson Journal of Ornithology 125 (2):  sid. 233–242. doi:10.1676/12-055.1.
- Kambodjaskräddarfågel (Orthotomus chaktomuk):Simon Mahood; Ashish John; Hong Chamnan; Colin Poole (2013). ”A new species of lowland tailorbird (Passeriformes: Cisticolidae: Orthotomus) from the Mekong floodplain of Cambodia”. Forktail 29:  sid. 1–14.
- Tropeirofrötangara (Sporophila beltoni): Márcio Repenning; Carla Suertegaray Fontana. (2013). ”A new species of gray seedeater (Emberizidae: Sporophila) from upland grasslands of southern Brazil.”. The Auk 130 (4):  sid. 791–803. doi:10.1525/auk.2013.12167.
- Sierramadregräsfågel (Robsonius thompsoni): Peter A. Hosner, Nikki C. Boggess; Phillip Alviola; Luis A. Sánchez-González; Carl H. Oliveros; Rolly Urriza; Robert G. Moyle. (2013). ”Phylogeography of the Robsonius Ground-Warblers (Passeriformes: Locustellidae) Reveals an Undescribed Species from Northeastern Luzon, Philippines.”. The Condor 115 (3):  sid. 630–639. doi:10.1525/cond.2013.120124.
- Arremon kuehnerii: Adolfo G. Navarro-Sigüenza, Martha A. García-Hernández and A. Townsend Peterson. (2013). ”A new species of Brush-Finch (Arremon; Emberizidae) from western Mexico.”. The Wilson Journal of Ornithology 125 (3):  sid. 443–453. doi:10.1676/12-136.1.
- Strix omanensis: Magnus Robb, Arnoud B van den Berg & Mark Constantine. (2013). ”A new species of Strix owl from Oman.”. Dutch Birding 35 (5):  sid. 275–310. Kategoriseras idag som synonym till Strix butleri.
- †Nyakaledonienbeckasin (Coenocorypha neocaledonica): Trevor Worthy, Atholl Anderson and Christophe Sand. (2013). ”An extinct Austral snipe Aves: Coenocorypha from New Caledonia.”. Emu 113 (4):  sid. 383–393. doi:10.1071/MU13019.

Följande 15 brasilianska arter beskrevs i den 17:e volymen av Handbook of the Birds of the World:
- Västlig strimtrögfågel (Nystalus obamai)
- Dendrocolaptes retentus - förs ofta till vattrad trädklättrare
- Inambariträdklättrare (Lepidocolaptes fatimalimae)
- Campylorhamphus gyldenstolpei - förs oftast till amazonskärnäbb
- Campylorhamphus cardosoi - förs oftast till amazonskärnäbb
- Madeirastrimhake (Epinecrophylla dentei)
- Myrmotherula oreni - först oftast till guaduamyrsmyg
- Purusmyrvireo (Herpsilochmus praedictus)
- Aripuanãmyrvireo (Herpsilochmus stotzi)
- Manicorédrillmyrfågel (Hypocnemis rondoni)
- Campinadvärgtyrann (Zimmerius chicomendesi)
- Acretodityrann (Hemitriccus cohnhafti)
- Gulbrämad flatnäbb (Tolmomyias sucunduri)
- Inambarimyggsnappare (Polioptila attenboroughi)
- "Campinaskrika" (Cyanocorax hafferi)

### 2014
- Formicivora paludicola: Buzzetti, Belmonte-Lopes, Reinert, Silveira & Bornschein. "2013" (2014). ”A new species of Formicivora Swainson, 1824 (Thamnophilidae) from the state of São Paulo, Brazil”. Revista Brasileira de Ornitologia 21 (4):  sid. 269–291.
- Dicaeum kuehni: Seán B. A. Kelly; David J. Kelly; Natalie Cooper; Andi Bahrun; Kangkuso Analuddin; Nicola M. Marples (2014). ”Molecular and Phenotypic Data Support the Recognition of the Wakatobi Flowerpecker (Dicaeum kuehni) from the Unique and Understudied Sulawesi Region”. PLOS ONE 9 (6):  sid. e98694. doi:10.1371/journal.pone.0098694. PMID 24896822. Förs ofta till sulawesiblomsterpickare.
- Alagoasträdletare (Cichlocolaptes mazarbarnetti) Mazar Barnett, J.; Buzzetti, D.R.C. (2014). ”A new species of Cichlocolaptes Reichenbach 1853 (Furnariidae), the 'gritador-do-nordeste', an undescribed trace of the fading bird life of northeastern Brazil”. Rev Bras Ornitol 22 (2):  sid. 75–94.
- Boanovatapakul (Scytalopus gonzagai): Giovanni Nachtigall Maurício; Ricardo Belmonte-Lopes; José Fernando Pacheco; Luís Fábio Silveira; Bret M. Whitney; Marcos Ricardo Bornschein (2014). ”Taxonomy of 'Mouse-colored Tapaculos' (II): An endangered new species from the montane Atlantic Forest of southern Bahia, Brazil (Passeriformes: Rhinocryptidae: Scytalopus)”. The Auk 131 (4):  sid. 643–659. doi:10.1642/AUK-14-16.1.
- Fläckflugsnappare (Muscicapa sodhii): Harris, J.B.C.; Rasmussen, P.C.; Yong, D.L.; Prawiradilaga, D.M.; Putra, D.D.; Round, P.D.; Rheindt, F.E. (2014). ”A New Species of Muscicapa Flycatcher from Sulawesi, Indonesia”. PLOS ONE 9 (11):  sid. e112657. doi:10.1371/journal.pone.0112657. PMID 25419968.

### 2015
- Västlig klippuggla (Strix hadorami): Guy M. Kirwan; Manuel Schweizer; José Luis Copete (2015). ”Multiple lines of evidence confirm that Hume's Owl Strix butleri (A. O. Hume, 1878) is two species, with description of an unnamed species (Aves: Non-Passeriformes: Strigidae)”. Zootaxa 3904 (1):  sid. 28–50. doi:10.11646/zootaxa.3904.1.2. PMID 25660770. https://semanticscholar.org/paper/d80f0b696611b62ee0c1568934ca5c2f2f786def.
- Perijátapakul (Scytalopus perijanus): Avendaño, J.E., Cuervo, A.M., López-O., J.P., Gutiérrez-Pinto, N., Cortés-Diago, A. & Cadena, C.D. (2015). ”A new species of tapaculo (Rhinocryptidae: Scytalopus) from the Serranía de Perijá of Colombia and Venezuela”. The Auk 132 (2):  sid. 450–466. doi:10.1642/AUK-14-166.1.
- Sichuansmygsångare (Locustella chengi): Alström, P.; Xia, C.; Rasmussen, P.C.; Olsson, U.; Dai, B.; Zhao, J.; Leader, P.J.; Carey, G.J.;  et al. (2015). ”Integrative taxonomy of the Russet Bush Warbler Locustella mandelli complex reveals a new species from central China”. Avian Research 6 (9):  sid. 1–32. doi:10.1186/s40657-015-0016-z.

### 2016
- Himalayatrast (Zoothera salimalii): Alström P.; Rasmussen P.C.; Chao Zhao; Jingzi Xu; Dalvi S.; Tianlong Cai; Yuyan Guan; Kalyakin M.V.;  et al. (2016). ”Integrative taxonomy of the Plain-backed Thrush (Zoothera mollissima) complex (Aves, Turdidae) reveals cryptic species, including a new species.”. Avian Research 7 (1):  sid. 1–39. doi:10.1186/s40657-016-0037-2.
- Stiphrornis dahomeyensis: Voelker, G.; Tobler, M.; Prestridge, H. L.; Duijm, E.; Groenenberg, D.; Hutchinson, M. R.; Martin, A. D.; Nieman, A.; Roselaar, C. S.; Huntley, J. W. (2016). "Three new species of Stiphrornis (Aves: Muscicapidae) from the Afro-tropics, with a molecular phylogenetic assessment of the genus". Systematics and Biodiversity. doi:10.1080/14772000.2016.1226978 Tidigare förd till skogsskvätta.
- Stiphrornis inexpectatus: Voelker, G.; Tobler, M.; Prestridge, H. L.; Duijm, E.; Groenenberg, D.; Hutchinson, M. R.; Martin, A. D.; Nieman, A.; Roselaar, C. S.; Huntley, J. W. (2016). "Three new species of Stiphrornis (Aves: Muscicapidae) from the Afro-tropics, with a molecular phylogenetic assessment of the genus". Systematics and Biodiversity. doi:10.1080/14772000.2016.1226978. Tidigare förd till skogsskvätta.
- Stiphrornis rudderi:  Voelker, G.; Tobler, M.; Prestridge, H. L.; Duijm, E.; Groenenberg, D.; Hutchinson, M. R.; Martin, A. D.; Nieman, A.; Roselaar, C. S.; Huntley, J. W. (2016). "Three new species of Stiphrornis (Aves: Muscicapidae) from the Afro-tropics, with a molecular phylogenetic assessment of the genus". Systematics and Biodiversity. doi:10.1080/14772000.2016.1226978 Tidigare förd till Stiphrornis xanthogaster
- Iberáfrötangara (Sporophila iberaensis): Adrian Di Giacomo, Bernabe López-Lanús and Cecilia Kopuchian. 2017. A New Species of Seedeater (Emberizidae: Sporophila) from the Iberá grasslands, in northeast Argentina. bioRxiv. 046318. doi:10.1101/046318

### 2017
- Tatamátapakul (Scytalopus alvarezlopezi): Stiles, F. Gary; Laverde-R., Oscar; Cadena, Carlos Daniel (2017). "A new species of tapaculo (Rhinocryptidae: Scytalopus) from the Western Andes of Colombia". The Auk. 134 (2): 377–392. doi:10.1642/AUK-16-205.1.
- Sholicola ashambuensis: Robin, V., Vishnudas, C.K., Gupta, P. et al. Two new genera of songbirds represent endemic radiations from the Shola Sky Islands of the Western Ghats, India. BMC Evol Biol 17, 31 (2017) doi:10.1186/s12862-017-0882-6. Kategoriseras idag som underart till keralaflugsnappare.
- Amazona gomezgarzai: Silva, Tony; Guzmán, Antonio; Urantówka, Adam D.; Mackiewicz, Paweł (2017). "A new parrot taxon from the Yucatán Peninsula, Mexico—its position within genus Amazona based on morphology and molecular phylogeny". PeerJ. 5: e3475. doi:10.7717/peerj.3475
- Brokmanakin (Machaeropterus eckelberryi): Daniel F. Lane, Andrew W. Kratter, John P. O’Neill. A new species of manakin (Aves: Pipridae; Machaeropterus) from Peru with a taxonomic reassessment of the Striped Manakin (M. regulus) complex. Zootaxa, 2017; 4320 (2): 379 DOI: 10.11646/zootaxa.4320.2.11
- Karstsabelvinge (Campylopterus calcirupicola: Lopes, Leonardo; Ferreira de Vasconcelos, Marcelo; Gonzaga, Luiz (2017-05-15). "A cryptic new species of hummingbird of the Campylopterus largipennis complex (Aves: Trochilidae)". Zootaxa. 4268: 1–33. doi:10.11646/zootaxa.4268.1.1
- †Graciosadomherre (Pyrrhula crassa): J. C. Rando, H. Pieper, Storrs L. Olson, F. Pereira and J. A. Alcover. 2017. A New Extinct Species of Large Bullfinch (Aves: Fringillidae: Pyrrhula) from Graciosa Island (Azores, North Atlantic Ocean). Zootaxa. 4282(3); 567–583.  DOI: 10.11646/zootaxa.4282.3.9
- Rotemyzomela (Myzomela irianawidodoae): Dewi Malia Prawiradilaga, Pratibha Baveja, Suparno, Hidayat Ashari, Nathaniel Sheng Rong Ng, Chyi Yin Gwee, Philippe Verbelen and Frank Erwin Rheindt (2017). A colorful new species of Myzomela Honeyeater from Rote Island in Eastern Indonesia. Treubia. Number: 44. Pages: 77-100. December. http://e-journal.biologi.lipi.go.id/index.php/treubia/article/view/3414
- Santamartaskrikuv (Megascops gilesi): Krabbe, N. K. (2017). "A new species of Megascops (Strigidae) from the Sierra Nevada de Santa Marta, Colombia, with notes on voices of New World screech-owls". Ornitología Colombiana. 16: 1–27.

### 2018
- Gråbrynad myrfågel (Myrmoderus eowilsoni): Andre E. Moncrieff, Oscar Johnson, Daniel F. Lane, Josh R. Beck, Fernando Angulo and Jesse Fagan. 2018. A New Species of Antbird (Passeriformes: Thamnophilidae) from the Cordillera Azul, San Martín, Peru [Una nueva especie de hormiguero (Passeriformes: Thamnophilidae) de la Cordillera Azul, San Martín, Perú]. The Auk. 135(1); 114-126. DOI: 10.1642/AUK-17-97.1
- Pelecanoides whenuahouensis: Fischer, Johannes H.; Debski, Igor; Miskelly, Colin M.; Bost, Charles A.; Fromant, Aymeric; Tennyson, Alan J. D.; Tessler, Jake; Cole, Rosalind; Hiscock, Johanna H. (2018-06-27). "Analyses of phenotypic differentiations among South Georgian Diving Petrel (Pelecanoides georgicus) populations reveal an undescribed and highly endangered species from New Zealand". PLOS ONE. 13(6): e0197766. doi:10.1371/journal.pone.0197766. ISSN 1932-6203
- Dicrurus occidentalis: Fuchs, Jérôme; DOUNO, MORY; Bowie, Rauri; Fjeldså, Jon (2018-06-20). "Taxonomic revision of the Square-tailed Drongo species complex (Passeriformes: Dicruridae) with description of a new species from western Africa". Zootaxa. 4438: 105. doi:10.11646/zootaxa.4438.1.4
- Newtonia lavarambo: Younger, Jane & Strozier, Lynika & Maddox, J. Dylan & Nyári, Árpád & Bonfitto, Matthew & Raherilalao, Marie Jeanne & Goodman, Steven & Reddy, Sushma. (2018). Hidden diversity of forest birds in Madagascar revealed using integrative taxonomy. Molecular Phylogenetics and Evolution. 124. doi: 10.1016/j.ympev.2018.02.017. Behandlas oftast som underart till mörk newtonia
- Blåstrupig bergstjärna (Oreotrochilus cyanolaemus): Francisco Sornoza-Molina, Juan F. Freile, Jonas Nilsson, Niels Krabbe and Elisa Bonaccorso. 2018. A Striking, Critically Endangered, New Species of Hillstar (Trochilidae: Oreotrochilus) from the southwestern Andes of Ecuador [Una sorprendente y críticamente amenazada especie nueva de estrella (Trochilidae: Oreotrochilus) de los Andes suroccidentales de Ecuador]. The Auk. 135(4);1146-1171. doi: 10.1642/AUK-18-58.1
- Rotesångare (Phylloscopus rotiensis): Ng, Nathaniel. S. R.; Prawiradilaga, Dewi. M.; Ng, Elize. Y. X.; Suparno; Ashari, Hidayat; Trainor, Colin; Verbelen, Philippe; Rheindt, Frank. E. (2018-10-23). "A striking new species of leaf warbler from the Lesser Sundas as uncovered through morphology and genomics". Scientific Reports. 8 (1). doi:10.1038/s41598-018-34101-7. ISSN 2045-2322.

### 2019
- Gräddögd bulbyl (Pycnonotus pseudosimplex): Subir B. Shakya, Haw Chuan Lim, Robert G. Moyle, Mustafa Abdul Rahman, Maklarin Lakim and Frederick H. Sheldon. 2019. A Cryptic New Species of Bulbul from Borneo. Bulletin of the British Ornithologists’ Club. 139(1) DOI 10.25226/bboc.v139i1.2019.a3 ISSN 0007-1595
- Cercococcyx lemaireae: Peter Boesman and N. J. Collar "Two undescribed species of bird from West Africa," Bulletin of the British Ornithologists’ Club 139(2), 147-159, (17 June 2019). https://doi.org/10.25226/bboc.v139i2.2019.a7
- Buccanodon dowsetti: Peter Boesman and N. J. Collar "Two undescribed species of bird from West Africa," Bulletin of the British Ornithologists’ Club 139(2), 147-159, (17 June 2019). https://doi.org/10.25226/bboc.v139i2.2019.a7
- Alormyzomela (Myzomela prawiradilagae): Mohammad Irham, Hidayat Ashari, Suparno, Colin R. Trainor, Philippe Verbelen, Meng Yue Wu and Frank E. Rheindt. 2019. A New Myzomela Honeyeater (Meliphagidae) from the Highlands of Alor Island, Indonesia. Journal of Ornithology. DOI: 10.1007/s10336-019-01722-2
- Dajakblomsterpickare (Dicaeum dayakorum): Jacob R. Saucier, Christopher M. Milensky, Marcos A. Caraballo-Ortiz, Roslina Ragai, N. Faridah Dahlan and David P. Edwards. 2019. A Distinctive New Species of Flowerpecker (Passeriformes: Dicaeidae) from Borneo. Zootaxa. 4686(4); 451–464. DOI: 10.11646/zootaxa.4686.4.1

### Beskrivna under denna period, men som ej längre behandlas som egna arter
- Cinclodes espinhacensis beskriven 2012. Behandlas som underart till långstjärtad cinklod
- Strix omanensis, beskriven 2013. Kategoriseras idag som synonym till Strix butleri.
- Amazona gomezgarzai, beskriven 2017. Anses idag utgöra en hybrid.
- Sholicola ashambuensis, beskriven 2017. Kategoriseras idag som underart till keralaflugsnappare
- Newtonia lavarambo, beskriven 2018. Kategoriseras oftast som underart till mörk newtonia